# Cassandréia
Cet article traite de la cité antique. Pour la ville moderne nommée d'après le nom de la ville antique de Cassandréia, voir Kassándria.
Cassandréia ou Cassandrée (en grec ancien Κασσάνδρεια / Kassándreia) est l'une des plus importantes cités antiques du royaume de Macédoine, fondée par le diadoque Cassandre en 316 av. J.-C. par synœcisme sur l'emplacement de la cité grecque de Potidée en Chalcidique.

## Histoire
Cassandre veut se doter d'une nouvelle capitale maritime marquant son ambition européenne et asiatique, après avoir fondé Thessalonique en Macédoine centrale. D’après Diodore de Sicile,, le territoire de la cité comprend à l'emplacement de Potidée, dans la péninsule de Cassandra (antique Palléné), les territoires environnants d'Olynthe et de Mékyberna au nord-est, et la Bottiée au nord-ouest.
La cité est théoriquement indépendante de la Macédoine, lorsqu'en 276 av. J.-C. elle est prise par Antigone II Gonatas. À la fin de la République, une colonie romaine y est établie vers 43 av. J.-C. sur l'ordre de Marcus Junius Brutus par le proconsul Q. Hortensius Hortatus. Une seconde déduction coloniale dut intervenir sous le principat car le nom officiel de la colonie est alors Colonia Iulia Augusta Cassandrensis. La colonie jouissait du ius Italicum. Elle est mentionnée par Pline l'Ancien et dans les inscriptions.
Le site, qui n'a pas été fouillé, se trouve actuellement sous la localité de Néa Potidaia (Nouvelle-Potidée), sur le territoire de la commune de Moudaniá.

## Sources antiques
- Diodore de Sicile, Bibliothèque historique [détail des éditions] [lire en ligne], XX, 52, 2-3.
- Pline l'Ancien, Histoire naturelle [détail des éditions] [lire en ligne], IV, 36.